# Axel Schlosser

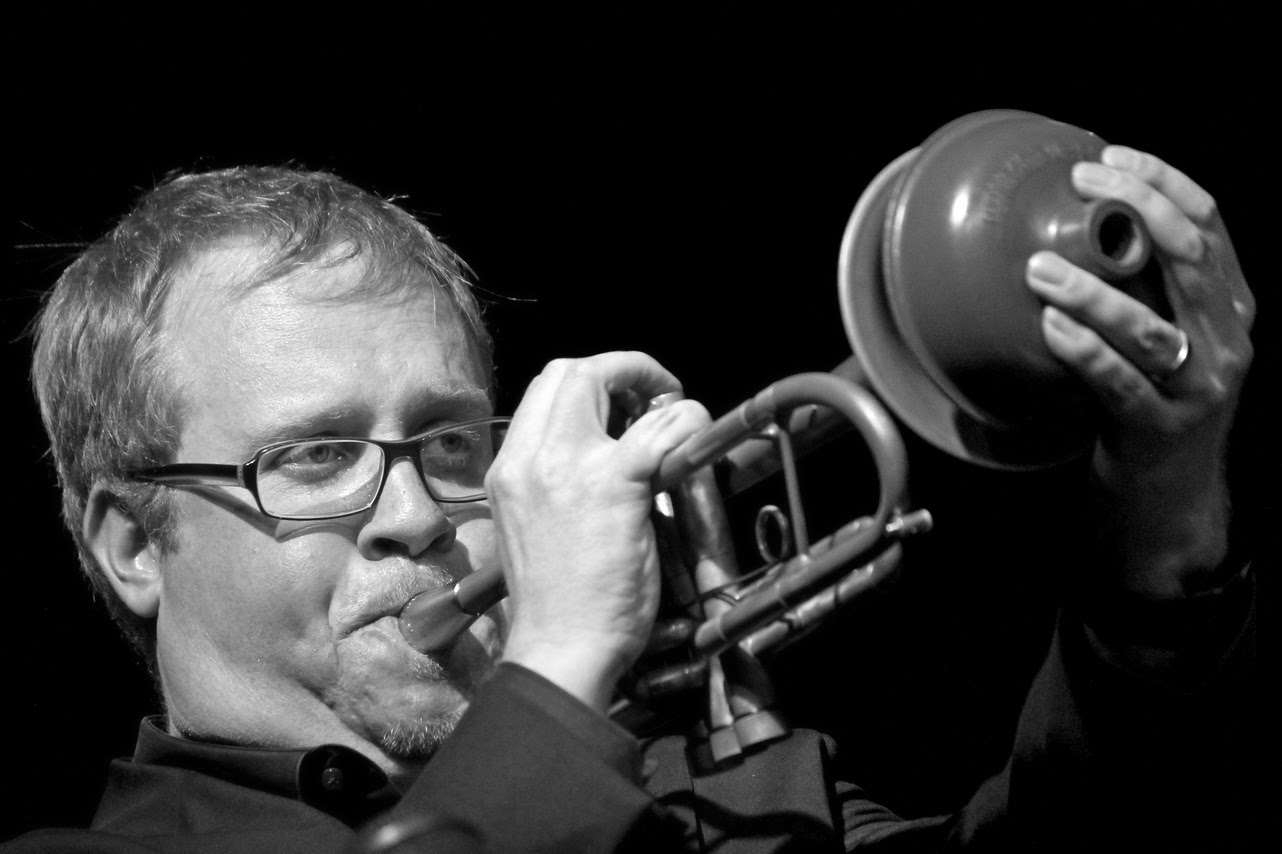
Axel Schlosser auf dem Jazzfestival St. Ingbert 2015

Axel Schlosser (* 18. September 1976 in Aalen) ist ein deutscher Trompeter und Komponist des Modern Jazz.

## Leben und Wirken
Schlosser, der in Oberkochen aufwuchs, wurde sehr früh durch seinen älteren Cousin zur Musik gebracht: Dieser spielte Klarinette und Saxophon im örtlichen Musikverein sowie in einer Dixieland-Band. Daher beschäftigte sich Schlosser bereits im Kindesalter mit New Orleans Jazz und Blasmusik. Zunächst erhielt er mit sechs Jahren Unterricht auf der Blockflöte; später kam die Klarinette hinzu. Im Alter von 12 Jahren wechselte er zum Flügelhorn, auf das er sich dann konzentrierte. 1994 wurde er Mitglied des Bujazzo unter Peter Herbolzheimer, dem er bis 1998 angehörte; parallel spielte er auch in dem von Bernd Konrad geleiteten JugendJazzorchester Baden-Württemberg. Nach dem Abitur mit Musikpreis am Schiller-Gymnasium in Heidenheim an der Brenz studierte er von 1997 bis 2001 Jazz an der Hochschule für Musik und Darstellende Kunst Mannheim. Während des Studiums gehörte er als Lead-Trompeter dem von Albert Mangelsdorff geleiteten Deutsch-Französischen Jazz Ensemble an.
Nach dem Studium war er zwei Jahre lang bei der Stadt München angestellt, wo er im Projekt „Musik als Hauptfach“ an einer Realschule unterrichtete. Daneben war er als Mitgründer und Mitglied des Quintetts L 14, 16 tätig, dem auch der Saxophonist Steffen Weber, der Pianist Rainer Böhm, der Bassist Arne Huber und der Schlagzeuger Lars Binder angehörten. Die ersten beiden Alben der Formation wurden jeweils mit dem Vierteljahrespreis der deutschen Schallplattenkritik ausgezeichnet. Seit 2002 ist er Mitglied der hr-Bigband; daneben leitet er eigene Gruppen. Mit seinem Axel Schlosser Quartet legte er zuletzt am 6. November 2020 bei Double Moon Records das Album To Satch and Duke vor, das, wie der Name angibt, eine Hommage an Satchmo und Duke Ellington darstellt und im Oktober 2018 aufgenommen wurde; alle 17 Tracks sind Jazzstandards und von den beiden Jazz-Heroen komponiert.
Schlosser spielte weiter mit dem Sunday Night Orchestra, der Al Porcino Bigband, der Bobby Burgess Bigband Explosion, dem Summit Jazz Orchestra, der SWR-Bigband, RIAS Big Band, Orchester Hugo Strasser, Peter Herbolzheimers Rhythm Combination & Brass, der Bigband Bremen, der Ed Partyka Bigband, dem Mannheim Jazz Orchestra, dem Glenn Miller Orchestra unter Wil Salden und der Frankfurt Jazz Bigband. Auch gehörte er zu den Combos von Charly Antolini, Max Greger, Max Greger jr. Quintett, Mariette's Motion Club, der Louis Armstrong Revival Band, den European Swing Stars, Windstärke 4 oder Band in the Box. In den letzten Jahren konzentrierte er sich verstärkt auf Komposition. Auch lehrte er an den Musikhochschulen in Frankfurt und Mainz.

## Diskographische Hinweise
- Touching the Moon (2005 mit Rainer Böhm, Arne Huber, Paul Höchstädter – Jazz4Ever Records)
- Sounds from My World (2006, mit Tony Lakatos, Rainer Böhm, Arne Huber, Paul Höchstädter – Jazz4Ever Records)
- Secrecy (2009, mit Julian Argüelles, Martin Sjöstedt, Paul Höchstädter – Jazz4Ever Records)
- Axel Schlosser & hr-Bigband Into the Mackerel Sky (2015, Double Moon Records)
- Axel Schlosser Quartet: To Satch and Duke (2020, Double Moon, mit Thilo Wagner, Jean-Philippe Wadle, Jean Paul Höchstädter)